# Puzieux (Mozela)
Puzieux – miejscowość i gmina we Francji, w regionie Grand Est, w departamencie Mozela.
Według danych na rok 1990 gminę zamieszkiwało 130 osób, a gęstość zaludnienia wynosiła 21 osób/km² (wśród 2335 gmin Lotaryngii Puzieux plasuje się na 915. miejscu pod względem liczby ludności, natomiast pod względem powierzchni na miejscu 906.).